# Блюмберг, Жан Карлович
Жан Карлович Блюмберг (латыш. Žanis Blumbergs; 21 сентября 1889 — 26 апреля 1938) — советский военачальник, комдив (26.11.1935).

## Биография
Родился 21 сентябре 1889 в местечке Альтауц (ныне Ауцский край) Добленскогo уезда Курляндской губернии в семье крестьян-латышей. В 1907 окончил городское училище в Митаве. В 1908 поступил на военную службу в качестве вольноопределяющегося. В 1910—1913 гг. — юнкер Виленского военного училища.
После выпуска подпоручиком 06.08.1913 г. служил в 99-м Ивангородском пехотном полку. Участник Первой мировой войны, в ходе которой занимал должности командира роты, начальника команд конных и пеших разведчиков, начальника пулеметной команды. Последний чин и должность в старой армии — капитан, командир батальона.
В Красной армии с июня 1918 года. Участник Гражданской войны. Воевал на Восточном, Северо-Западном и Южном фронтах, занимая должности: в 1918 г. — командир 3-й бригады Латышской стрелковой дивизии, командовал 5-й армией с сентября 1918 г. по апрель 1919 г. и прошел с ней все тяжелые бои весеннего наступления белых, в 1919 г. — командующий Северной группой войск 7-й армии, помощник командующего этой армией, начальник тыла 42-й стрелковой дивизии, командир 2-й бригады той же дивизии; в 1920 г. — командир 126-й и 124-й бригад 42-й стрелковой дивизии.
После Гражданской войны продолжал службу в Красной армии. В 1921—1923 гг. — инспектор Управления военно-учебных заведений РККА, командир 1-й стрелковой дивизии. В 1922 г. окончил Высшие академические курсы при Военной академии РККА. В 1924—1926 гг. — командир 11-го стрелкового корпуса. С осени 1926 г. — инспектор по стрелково-тактическому делу Учебно-Строевого управления ГУ РККА. С июля 1929 г. — помощник инспектора пехоты РККА.
С марта 1930 г. — комендант Карельского укрепленного района. В мае 1932 г. назначен инспектором инженерного строительства Управления начальника инженеров РККА. Затем работал руководителем оперативно-тактического цикла Военно-инженерной академии РККА, заместителем начальника той же академии. С июня 1933 г. — начальник кафедры стратегии и тактики, а с ноября того же года — начальник командного факультета этой академии. С января 1936 г. — в распоряжении Управления по командно-начальствующему составу РККА с прикомандированием к Управлению военно-учебных заведений РККА. В сентябре 1936 г. назначен заместителем инспектора пехоты Красной армии. Комдив (Приказ наркома обороны СССР № 2494 от 26.11.1935 года). Кандидат в члены ВКП(б) с июля 1931 г.
Награждён орденом Красного Знамени (Быв. командарм 5: Прик. РВСР № 112: 1922 г.)
Арестован 13 декабря 1937 года. Военной коллегией Верховного Суда СССР 26 апреля 1938 г. по обвинению в принадлежности к антисоветской организации и приговорён к расстрелу. Приговор приведен в исполнение 26 апреля 1938 г.
Определением Военной коллегии от 19 июля 1957 г. был реабилитирован.
Жена - Гиппенрейтер Валентина Васильевна. Дочь - Блюмберг Жанна Жановна.   